# Гжегож Расяк
Гжегож Расяк (пол. Grzegorz Rasiak, нар. 12 січня 1979, Щецин) — польський футболіст, що грав на позиції нападника.
Виступав значну частину кар'єри в Англії, зокрема, за «Тоттенгем Готспур» та «Саутгемптон», а також національну збірну Польщі, у складі якої брав участь у чемпіонаті світу 2006 року.

## Клубна кар'єра

### Початок кар'єри у Польщі
Народився 12 січня 1979 року в місті Щецин. Вихованець юнацьких команд футбольних клубів «Олімпія» (Познань) та СКС 13 Познань.
У дорослому футболі дебютував 1996 року виступами за нижчолігову «Варту» (Познань), в якій провів два сезони, взявши участь у 20 матчах чемпіонату. 1998 року перейшов у клуб вищого дивізіону ГКС (Белхатув), проте протягом сезону 1998/99 зіграв лише 6 матчів у чемпіонаті і забив гол, а його команда зайняла 15 місце і вилетіла в другий дивізіон, де Расяк провів ще один сезон.
2000 року став гравцем клубу «Одра», де провів один рік, після чого за три сезони в «Дискоболії» він зіграв у 66 матчах чемпіонату і забив 34 голи, утворивши в сезоні 2003/04 роках зв'язку з Анджеєм Недзеляном.

### Виступи в Англії
У 2004 році він був прийнятий на роботу італійським клубом «Сієна». Проте з'ясувалося, що Гжегож не може грати за клуб, оскільки вони перевищили ліміт іноземних гравців. Через це гравець на правах вільного агента став футболістом англійського «Дербі Каунті» з Чемпіоншипу. У першому сезоні з клубом він забив 16 голів у 35 матчах, а «Дербі» закінчило на четвертому місці, але не змогло пройти плей-оф. Після того, як команда не підвищилась у класі, клуб перебував під фінансовим тиском, що призвело до того, що Расяк був проданий в клуб Прем'єр-ліги «Тоттенгем Готспур» за 3 мільйони фунтів стерлінгів. Проте тренер «шпор» Мартін Йол не бачив гравця в основному складі і поляк зіграв лише вісім неповних зустрічей за клуб в чемпіонаті.
У лютому 2006 року він був відданий в оренду в клуб Чемпіоншипу «Саутгемптон», де він мав можливість грати з іншими поляками: Бартошом Бялковським і Мареком Сагановським, а командою керував його колишній менеджер у «Дербі» Джордж Берлі. Угода була спочатку визначена як тримісячна оренда, перш ніж стати постійною на початку травня 2006 року, коли Расяк приєднався до «Саутгемптона» на повноцінній основі за 2 мільйони фунтів стерлінгів.
У сезоні 2006/07 він мав сильний старт, забивши 17 голів в чемпіонаті до середини січня, і ще дві голи в Кубку Англії. Після середини січня він втратив своє місце в стартових одинадцятьох на користь співвітчизника Сагановського, але закінчив сезон як головний бомбардир клубу з 21 голом.
31 січня 2008 року Расяк повернувся в Прем'єр-лігу, перейшовши на правах оренди у «Болтон Вондерерз» до кінця сезону після того, як тренер Гері Мегсон вирішив зміцнити свої атакуючі варіанти після від'їзду Ніколя Анелька до «Челсі». 9 лютого 2008 року Расяк вперше зіграв за «Болтон», вийшовши на зміну Ель-Хаджі Діуфу проти «Портсмута». Всього до кінця року поляк зіграв лише у 7 матчах чемпіонату і влітку Мегсон вирішив не брати його на постійній основі.
15 серпня 2008 року Расяк був відданий в оренду в клуб Чемпіоншипу «Вотфорд» до кінця сезону 2008/09 років, з можливістю викупу. Дебютував за клуб 16 серпня 2008 року у матчі проти «Чарлтон Атлетік», вийшовши на заміну замість Тамаша Прішкіна на 65 хвилині. Він забив свій перший гол за клуб у домашньому матчі з «Вулвергемптоном» 25 жовтня 2008 року. У січні 2009 року Расяк забив гол у матчах Кубка Англії з «Сканторпом» та «Крістал Палас», і допоміг дійти команді до П'ятого раунду, де клуб вилетів від «Челсі». У травні 2009 року «Вотфорд» розпочав переговори з «Саутгемптоном» про підписання Расяка назавжди, але клуби не змогли домовитися про плату.
Після того, як у серпні 2009 року він провів ще три матчі за «Саутгемптон» у третьому англійському дивізіоні сезону 2009/10, він приєднався до «Редінга» 27 серпня за невідому плату, підписавши дворічний контракт. Він забив свій перший гол за «Редінг» у матчі зі своїм колишнім клубом «Вотфорд» 26 вересня 2009 року. На початках був основним гравцем, тим не менш, Расяк не зміг утримати регулярне місце після приходу в грудні на тренерський місток Браяна Макдермотта.

### Завершення кар'єри і повернення на батьківщину

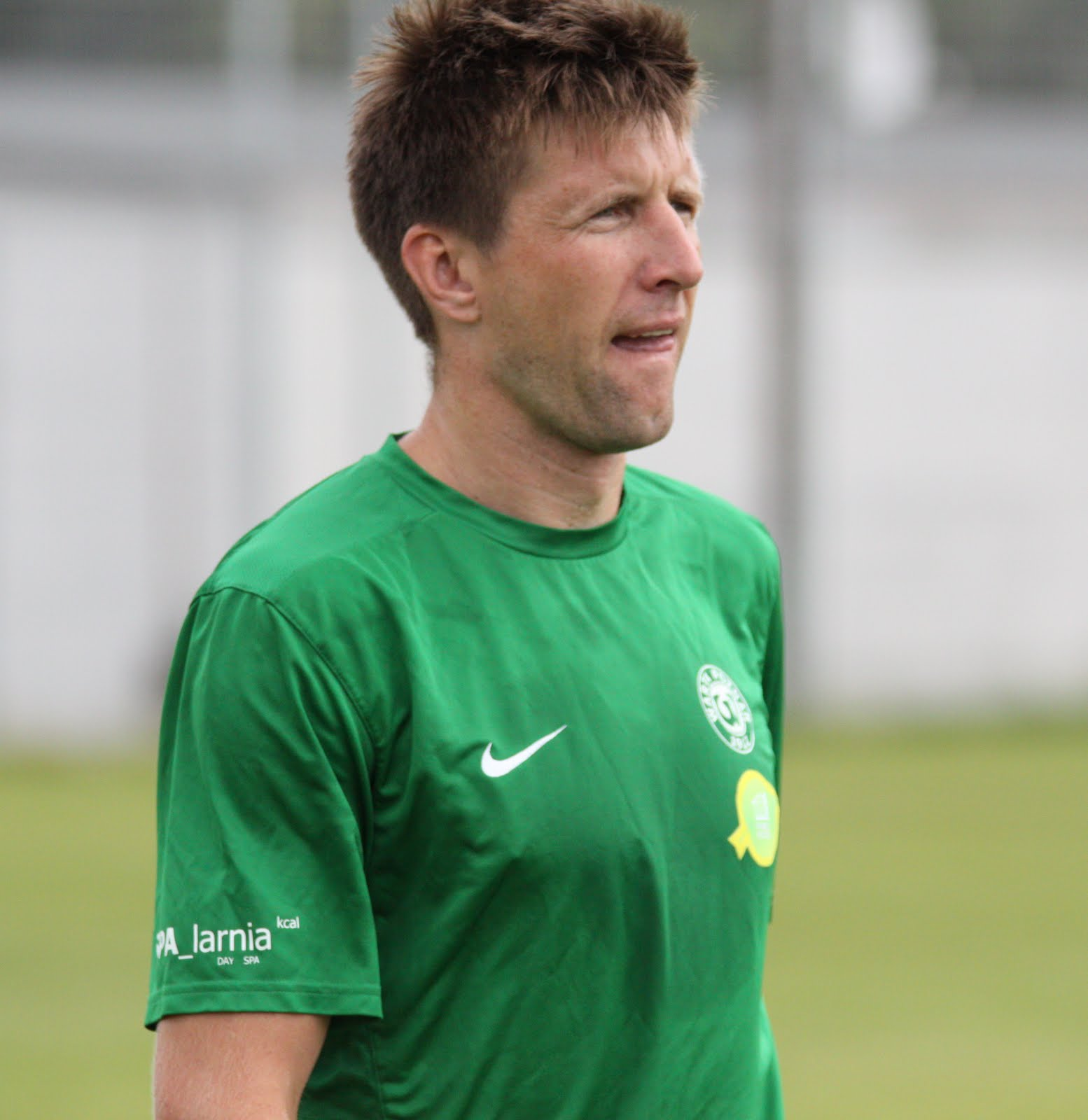
Гжегож Расяк під час виступів за «Варту» (Познань). 2013 рік.

20 серпня 2010 року перейшов на правах вільного агента в кіпрський АЕЛ, підписавши 2-річний контракт. Зробивши 17 виступів, так і не забивши жодного голу, АЕЛ припинив контракт Расяка після суперечки з клубом.
Після семи років виступів на чужих полях, Расяк 27 вересня 2011 року підписав контракт з клубом Екстракласи «Ягеллонія» до 30 червня 2013 року. Він дебютував 3 грудня 2011 року проти «Подбескідзе» (0:2). 11 грудня 2011 року у другому матчі в кольорах «Ягеллонії» забив свій перший гол за новий клуб проти «Лехії» (1:0). Це був також його перший гол за 7 років у польській вищій лізі. Всього за сезон зіграв у чемпіонаті 12 матчів і забив 2 голи. 18 червня 2012 року розірвав договір з клубом за взаємною згодою.
У червні 2012 року він перейшов в «Лехію» (Гданськ) і в сезоні 2012/13 він зіграв 13 матчів в Екстракласі і забив 4 голи. 6 червня 2013 року «Лехія» оголосила, що контракт, який закінчується в кінці місяця з нападником не буде продовжений.
18 липня 2013 року підписав дворічний контракт з «Вартою» (Познань), повернувшись до клубу, який виступав на цей момент у третьому польському дивізіоні, через 15 років. 3 травня 2014 року Расяк розірвав зв'язки в гомілковостопному суглобі в матчі проти «Зеленої Гури», через що не зміг вийти на поле до кінця сезону. Як з'ясувалося, це був його останній кар'єрний матч.

## Виступи за збірну

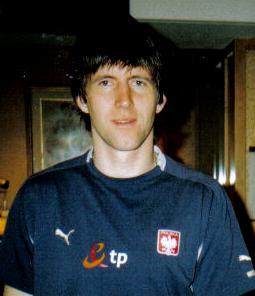
Гжегож Расяк у складі збірної Польщі. 2007 рік.

10 лютого 2002 року дебютував в офіційних матчах у складі національної збірної Польщі під час товариської гри проти Фарерських островів під керівництвом Єжи Енгеля. Проте основним гравцем став лише через рік, з приходом на тренерський місток Павела Янаса.
У 2005 році він став найкращим гравцем виграного поляками Турніру пам'яті Валерія Лобановського  і найкращим бомбардиром цього змагання (він забив 3 голи: 1 у півфіналі з Сербією та 2 у фіналі з Ізраїлем).
Наступного року у складі збірної був учасником чемпіонату світу 2006 року у Німеччині, де зіграв в одному матчі проти Коста-Рики (2:1).
В останній раз Гжегож вийшов на поле за збірну 21 листопада 2007 року у команді Лео Бенгаккера, зігравши в Белграді у відбірковому матчі до чемпіонату Європи 2008 року в Австрії та Швейцарії проти Сербії (2:2). Расяк зіграв перші 45 хвилин. Всього протягом кар'єри у національній команді, яка тривала 6 років, провів у формі головної команди країни 37 матчів, забивши 8 голів.

## Статистика

### Голи за збірну
| Гол | Дата              | Місце           | Суперник           | Рахунок | Результат | Турнір                                    |
| --- | ----------------- | --------------- | ------------------ | ------- | --------- | ----------------------------------------- |
| 1.  | 14 лютого 2003    | Спліт, Хорватія | Північна Македонія | 0–3     | Перемога  | Товариський матч                          |
| 2.  | 16 листопада 2003 | Плоцьк, Польща  | Сербія             | 4–3     | Перемога  | Товариський матч                          |
| 3.  | 14 грудня 2003    | Та-Калі, Мальта | Литва              | 3–1     | Перемога  | Товариський матч                          |
| 4.  | 15 серпня 2005    | Київ, Україна   | Сербія             | 3–2     | Перемога  | Турнір пам'яті Валерія Лобановського 2005 |
| 5.  | 17 серпня 2005    | Київ, Україна   | Ізраїль            | 3–2     | Перемога  | Турнір пам'яті Валерія Лобановського 2005 |
| 6.  | 17 серпня 2005    | Київ, Україна   | Ізраїль            | 3–2     | Перемога  | Турнір пам'яті Валерія Лобановського 2005 |
| 7.  | 14 травня 2006    | Вронкі, Польща  | Фарерські острови  | 4–0     | Перемога  | Товариський матч                          |
| 8.  | 14 травня 2006    | Вронкі, Польща  | Фарерські острови  | 4–0     | Перемога  | Товариський матч                          |